# Nguyễn Trí
Nguyễn Trí (1909–1995) là nhà cách mạng Việt Nam, nguyên Bí thư Tỉnh ủy Quảng Ngãi, Đại biểu Quốc hội Việt Nam khóa I, II, III.

## Thân thế
Nguyễn Trí sinh ngày 15 tháng 5 năm 1909 ở xã Phổ An ngày nay, thuộc huyện Đức Phổ, tỉnh Quảng Ngãi. Năm 12 tuổi, ông vào Vĩnh Long, ban đầu mưu sinh bằng việc làm mướn cho nhà địa chủ, sau làm thợ chạm bạc ở tỉnh lỵ.

## Hoạt động cách mạng
Khoảng nửa cuối năm 1927, ông cùng Nguyễn Hữu Đức được Nguyễn Văn Thiệt kết nạp vào Hội Việt Nam Cách mạng Thanh niên. Đầu năm 1928, Chi bộ Ngã tư Long Hồ của Hội chính thức được thành lập, gồm Bí thư Nguyễn Văn Thiệt, các thành viên Nguyễn Hữu Đức, Nguyễn Trí, Nguyễn Văn Nhung và Nguyễn Thị Nhỏ. Sau đó, ông trở thành Bí thư chi bộ tỉnh lỵ Vĩnh Long. Năm 1929, An Nam Cộng sản Đảng được thành lập, ông là Bí thư chi bộ cộng sản đầu tiên của An Nam Cộng sản Đảng ở tỉnh lỵ Vĩnh Long.
Tháng 2 năm 1930, Đảng Cộng sản Việt Nam (sau đổi tên thành Đảng Cộng sản Đông Dương) được thành lập trên cơ sở hợp nhất An Nam Cộng sản Đảng, Đông Dương Cộng sản Đảng và Đông Dương Cộng sản Liên đoàn. Ngày 1 tháng 5, khi đang lãnh đạo một cuộc biểu tình ở tỉnh lỵ, ông bị thực dân Pháp bắt giữ và đày ra Côn Đảo. Năm 1933, ông ra tù và được phân công làm Ủy viên Thường vụ của Phân ban Xứ ủy Nam Kỳ (Đặc ủy phụ trách các tỉnh Hậu Giang), đồng thời thành lập Ban Chấp ủy lâm thời tỉnh Châu Đốc do ông làm Bí thư. Năm 1934, ông bị bắt và một lần nữa bị lưu đày ở Côn Đảo.
Năm 1936, ông được ân xá và bị trục xuất về Quảng Ngãi. Tháng 7 năm 1937, ông được bầu làm Ủy viên Xứ ủy Trung Kỳ. Cùng tháng, Hội nghị đại biểu Đảng bộ tỉnh Quảng Ngãi đã bầu ra Tỉnh ủy mới do Nguyễn Trí làm Bí thư, với các Ủy viên Trần Long, Nguyễn Chánh, Trần Huy, Nguyễn Công Phương, Nguyễn Cát,... Với cương vị Bí thư Tỉnh ủy, ông tiếp tục lãnh đạo cuộc đấu tranh đòi dân sinh, dân chủ trong tỉnh, đề cử ba nhân sĩ có cảm tình với Đảng là Võ Hàng, Võ Đình Thụy, Trần Thường ứng cử vào Viện Dân biểu Trung Kỳ. Cùng trong khoảng thời gian này, ông được chỉ định kiêm Bí thư Liên Tỉnh ủy Quảng Ngãi - Bình Định - Phú Yên, từng đến công tác tại khu vực Vạn Ninh (Khánh Hòa) và thành lập chi bộ Đảng đầu tiên của huyện.
Đầu năm 1938, ông di chuyển vào Quy Nhơn (Bình Định), kinh doanh một nhà may làm cơ sở hoạt động của Liên Tỉnh ủy. Năm 1939, ông bị bắt lần thứ ba ở Quy Nhơn và bị lưu đày ở nhà tù Buôn Ma Thuột. Đến năm 1944, ông bị di chuyển về giam lỏng ở căng an trí Ba Tơ (Quảng Ngãi).
Tháng 3 năm 1945, ông tham gia khởi nghĩa Ba Tơ, được cử làm Chủ tịch Mặt trận Việt Minh châu Ba Tơ. Tháng 6, ông tham gia Hội nghị Tỉnh ủy Quảng Ngãi cùng Nguyễn Chánh, Nguyễn Công Phương, Trần Quý Hai, Trần Huy, bàn bạc và soạn thảo kế hoạch khởi nghĩa trên toàn tỉnh Quảng Ngãi. Ngày 14 tháng 8, trên đường từ Mộ Đức về Minh Long, ông cùng Lê Quang Ngọc, Trần Đề chỉ huy quân khởi nghĩa giành thắng lợi ở nha Minh Long. Ngày 15 tháng 8, ông vận động người dân châu Ba Tơ khởi nghĩa giành chính quyền ở các khu vực còn lại trong châu. Tiếp đó, ông cử một đoàn cán bộ lên Kon Plông (Kon Tum) để kêu gọi người dân khởi nghĩa, ép binh lính đồn Kon Plông hạ vũ khí đầu hàng, thành lập chính quyền lâm thời.

## Công tác chính quyền
Cách mạng Tháng Tám thành công, ông được phân công phụ trách công tác huấn luyện cán bộ Việt Minh miền Trung Trung Bộ. Ngày 6 tháng 1 năm 1946, ông trúng cử Đại biểu Quốc hội. Tháng 2, tại kỳ họp thứ nhất Quốc hội khóa I, ông được bầu làm Ủy viên Ban Thường trực Quốc hội. Tháng 7, ông là một trong những thành viên sáng lập Đảng Xã hội Việt Nam và được bầu vào Ban Thường vụ Trung ương Đảng. Ngày 14 tháng 8, ông cùng Dương Văn Dư dẫn đầu phái đoàn của Quốc hội vào Nam Trung Bộ thăm hỏi các chiến sĩ ngoài mặt trận.
Năm 1947, ông về Quảng Ngãi làm Phó Bí thư Tỉnh ủy, Chủ tịch Mặt trận Việt Minh tỉnh Quảng Ngãi. Năm 1953, ông là Trưởng đoàn cán bộ Liên khu V ra Việt Bắc học tập về cải cách ruộng đất. Khi quá trình cải cách thí điểm gặp vấn đề, ông là Trưởng đoàn sửa sai cải cách ruộng đất của tỉnh Thái Nguyên.
Cuối năm 1954, ông trở lại vai trò Ủy viên Ban Thường trực Quốc hội, Trưởng ban Kinh tế Quốc hội, Bí thư Đảng đoàn Quốc hội khóa I là một trong số các Đại biểu Quốc hội miền nam được lưu nhiệm tại Quốc hội khóa II và III. Năm 1958, ông chuyển sang Bộ Lao động, lần lượt làm Vụ trưởng Vụ Quản lý nhân công, Cục trưởng Cục Quản lý lao động nước ngoài. Năm 1971, ông nghỉ hưu.
Năm 1975, sau khi đất nước thống nhất, ông cùng gia đình chuyển về sinh sống tại Nha Trang (Khánh Hòa), đến năm 1980 thì chuyển về Thành phố Hồ Chí Minh. Ông qua đời ngày 5 tháng 5 năm 1995.

## Gia đình
Ông lập gia đình với bà Võ Thị Ân là đồng hương cùng quê Phổ An.

## Vinh danh
- Huân chương Hồ Chí Minh
- Huân chương Độc lập hạng Nhất
- Huân chương Kháng chiến hạng Nhất
- Huy hiệu 50 năm tuổi Đảng

Năm 2022, tên của ông được đề xuất đặt cho một con đường ở thành phố Quảng Ngãi.